# Tales of Two Who Dreamt
Tales of Two Who Dreamt ist ein kanadisch-mexikanischer Film aus dem Jahr 2016. Er wurde von den Regisseuren Andrea Bussmann und Nicolás Pereda geschrieben, gedreht und produziert und schwankt zwischen Dokumentar- und Spielfilm. Die Handlung spielt in einem Hochhaus, das von Sinti und Roma bewohnt wird, die auf die Bearbeitung ihres Asylantrags warten. Der Film hatte seine Weltpremiere auf den Internationalen Filmfestspielen Berlin 2016.

## Inhalt
In einem heruntergekommenen Hochhaus in Toronto warten Sinti und Roma aus Ungarn auf die Bearbeitung ihrer Asylanträge warten. Der Film folgt dabei einer Familie, die ihre Partizipation am Filmdreh immer wieder selbst thematisieren und beispielsweise Text lernen. Dabei werden verschiedene fiktive Geschichten aus dem Haus erzählt wie die einer entflohenen Schlange, eines verhungerten Hundes oder der an Kafka erinnernden Verwandlung eines Jungen in einen Vogel. Diesen Jungen sieht der Zuschauer mit einem Schnabel durch die Umgebung des Hochhauses laufen, während der Einfluss dieser Verwandlung auf die Familie erläutert wird. Zugleich gibt es dokumentarische Teile, die etwa den Großvater und Vater der Familie beim Sammeln von Schrott in den Straßen Torontos oder die Dreharbeiten zeigen. Ebenfalls wird die Anhörung bei der Asylkommission vorbereitet, deren ablehnender Bescheid am Ende des Films bekannt wird. Am Filmende führt die Familie dem Filmteam zudem einen Film mit Aufnahmen aus ihrer Heimat vor.

## Hintergrund
Tales of Two Who Dreamt entstand aus zwei Filmprojekten. Während Nicolás Pereda einen fiktionalen Film rund um die Variation des Themas von Kafkas Die Verwandlung drehen wollte, arbeitete Andrea Bussmann an einem Dokumentarfilm über die Roma-Familie und die Dreharbeiten. Die Familie hatten sie zuvor in ihrem alltäglichen Leben kennengelernt und zum Filmdreh überredet, in den diese sich auch selbst einbrachte. Nachdem das fiktionale Projekt nicht vollständig aufging, montierte Bussmann ihr Material mit dem von Pereda zusammen, weshalb der Film zwischen Fiktion und Dokumentation changiert. Die Sprache des Films ist Ungarisch, das untertitelt wurde. Dabei arbeiteten die Filmemacher mit der Distanz von Originalaussage und jeglicher Übersetzung, indem sie beispielsweise eine Szene zweimal hintereinander montierten, den Monolog des Großvaters jedoch einmal übersetzen und das andere Mal vollkommen fiktive Untertitel einzusetzen. Pereda beschrieb seine Motivation, diesen Film zu drehen, folgendermaßen: “The reason that I wanted to make movie about them is that I felt that they had not assimilated into North American society, and I feel somewhat the same. The difference is that this cultural distance is way more visible in the case of the [Roma] community than it is in my own life.”
Der Film wurde von den Gesellschaften Interior XIII und MDFF produziert. Auf dem Morelia International Film Festival 2015 führten Bussmann und Pereda den Film in einem frühen Produktionsstadium vor. Der vorläufige Titel war “El corazon del cielo” (“The Heart of the Sky”).
Seine Weltpremiere feierte Tales of Two Who Dreamt im Rahmen der Sektion Forum der Berlinale 2016.

## Kritiken
Tobias Sedlmaier charakterisierte Tales of Two Who Dreamt in seiner Kritik folgendermaßen: "Eine wichtige Erkenntnis: Letztlich bestehen das Leben und das Filmemachen oft nur aus Warten und Umräumen. Der mit dokumentarischen Elementen gestaltete Schwarz-Weiß-Film wird dabei mehrfach ironisch gebrochen und reflektiert sowohl seine eigenen Bestehungsbedingungen wie in einem Making-of, als auch die Praxis filmischen Erzählens." Für dkritik.de beschrieb Florian Krautkrämer die Wirkung des Films und adressierte auch die moralische Frage, inwieweit der Film die Lage der Flüchtlinge adäquat darstellt: "Von dieser Geschichte [der Kafka-Variation; Anm. d. Verf.] sehen wir aber wenn überhaupt nur Bruchstücke. Erzählt wird sie durch Proben, Diskussionen und das Lesen von Dialogen. Allerdings wird das Ganze eingebunden in den Alltag der Menschen und letztendlich weiß man nicht, ob man sich gerade eine Probe anschaut, ob die Kamera einfach laufen gelassen wurde oder die Familie gerade tatsächlich ihre bevorstehende Abschiebung diskutiert. Das wie handentwickelt aussehende schwarz-weiß-Material macht das Ganze zusätzlich artifiziell. Wie der Familienvater es einmal beschreibt: als ob man aus einem Traum innerhalb eines Traumes erwacht. Ob das Konzept damit der realen Situation der Menschen gerecht wird, ist schwer zu beurteilen, immerhin gelingt es so jedoch, einige Momente realen Lebens einzufangen."
Roger Koza beschrieb Tales of Two Who Dreamt für den Film- und Festivalblog ojosabiertos. Er fokussierte sich dabei insbesondere auf das Spiel mit Dokumentation und Fiktion, das für das Schaffen Peredas typisch ist, und seine Beziehung zu Fragen der Representation: "Asin most of Pereda’s films, there is a tension between the realms of fiction and documentary, or rather a lack of distinction that causes wonder over the paradox of all representation and its implicit plea for truth. But here, there is a twist that is expressed in a beautiful concern: Where does fiction come from? Men areable to (re)describe creatively their experiences, to appeal to legends of another time, and tore-elaborate their own dreams. Here are the noble stuffs of fiction.." Positiv bewertete Lucy Cameron den Film, dem sie für theupcoming.co.uk vier von fünf möglichen Sternen verlieh. Sie verortete und beschrieb Tales of Two Who Dreamt wie folgt: "Drawing on French New Wave and New Argentine formal techniques, Tales eschews conventional narrative structure in favour of gritty, disorganised and unpolished renderings of the lives of ordinary people. It is shot entirely in black and white and utilises voiceover and song as it lingers over its grim, urban surroundings. In lieu of a guiding plot, the film is elegantly held together by circumstance and ennui. The characters alternately read from scripts, discuss the central legend of the bird boy, move furniture around and dye their hair in preparation for the main event; but the movie, for the many ways it is imagined and rehearsed, never materialises. Tales of Two Who Dreamt is a treatment of the bare texture of people moving through their daily lives, but it is also a treatment of time and expectation, of the moments that populate the hours and days spent waiting."